# 江夏郡
江夏郡，中國古郡名。漢武帝元狩二年（前121年）置。

## 建置沿革

### 漢代
西漢時郡治不詳，或云西陵縣（縣治在今武漢市新洲區一帶），或云安陸縣（縣治在今雲夢縣），東漢治西陵，屬荊州刺史部。西漢末年，江夏郡領十四縣：西陵、竟陵、西陽、襄、邾、軑、鄂、安陸、沙羡、蘄春、鄳、雲杜、下雉、鍾武。東漢時省襄、鍾武二縣，增置平春縣、南新市縣。
建安年间，权臣曹操攻打荆州牧刘表，夺取了江夏郡的一部分。建安十三年（208年），刘表手下江夏太守黄祖被孙权所杀，孙权占据江夏南部。同年曹操平定荊州諸郡，佔據荊州北部，自此兩家瓜分荊州南北。

### 三國
東漢末年時，江夏郡分屬魏、吳兩國，曹操領有江夏郡北部的襄、蘄春、北新市、鄳、西陽、軑、邾、安陸，孫權則領有江夏郡南部的西陵、南新市、竟陵、鄂、沙羡、雲杜、下雉、鍾武。三國鼎立後，孫權數度伐魏，攻取了江夏北部的蘄春、安陆、石陽，240年夺取邾并于次年筑城。晉建立后，羊祜任荆州刺史，重新占据夏口北岸，孙吴在江夏郡的领地压缩回沔口周边的临江狭窄地带。晋于太康元年（280年）滅吳，江夏郡移治安陸，改吳國所置江夏郡為武昌郡。

#### 異說
- 後世研究註者謝鍾英個人認為，孫權攻江夏郡只取得其同年析置的蘄春郡，並以劉表命長子劉琦繼任江夏太守作為引證，所以江夏沒有被孫權攻佔[8]。而且認為劉琦萬人留鎮夏口，江夏全境屬於劉琦所有[9]。赤壁之戰後，劉備表劉琦為荊州刺史，劉琦死後由其手下推劉備繼任，江夏郡南岸的沙羨、鄂縣、下雉等地被孫權佔領，這個時候孫權才有江夏[10]。謝鍾英論點與史書記述相反，史書則記述208年孫權數伐黃祖已得江夏南部，而當時劉琮投降曹操平定荊州諸郡，劉琦不可能如謝鍾英所說擁有江夏全境。劉備與劉琦一同奔到夏口北，由於曹操襲來之後二人奔入孫氏的江南境地[11]，之後聽從魯肅的計劃所以劉備進住孫權境地的鄂縣樊口[12]。蜀書說劉琦死後其臣下推劉備為荊州牧[13]，但是《資治通鑒》等史書則記述是孫權表劉備為荊州牧，周瑜分南岸地給劉備才有地盤[14]。另外建安二十年（215年），割湘水為界分割東西，史書兩方各有說法。吳書劉備向孫權求和請盟，孫權派諸葛瑾回報劉備，重新盟好，孫權割湘水，還零陵給劉備，之後分長沙、江夏、桂陽以東屬自己，分南郡、零陵、武陵以西屬劉備[15]。蜀書則說劉備與孫權連和，分荊州、江夏、長沙、桂陽屬東，南郡、零陵、武陵屬西[16]。《三國志》吳書及《資治通鑒》說孫權主導分割，《三國志》蜀書說劉備主導分割，各執一詞。清代學者吳增僅和楊守敬研究也與史書記述相同，208年孫權破黃祖得到江夏南部[17]。無論三國志或是其他史書，劉備都沒有獲得過江夏，相反史書記述是魏吳所屬以及互相爭奪，及後晉所得。

- 謝鍾英又引诸葛亮说“孙权不能越江，魏贼也不能渡漢水”，所以認為孙权得到江夏後，因為能力只能自保所以被魏奪取土地。近代學者認為曹魏在江陵作战期间占领了沔北的安陆、新市、云杜、竟陵诸县和石阳、邾，魏吴以汉水为界[18]。史書記述與謝鍾英相反，沙羡、云杜、南新市、竟陵均在沔南而不是沔北[19]，陈健梅指“黄武中沔北之地入魏，吴失安陆、新市两县，然云杜、竟陵在沔南，仍为吴境”[20]；宋杰参考谭其骧主编《中国历史地图集》第三册三国魏、吴荆州图及梁允麟《三国地理志》魏国江夏郡条，认为云杜县治今湖北京山县，与南新市（治今湖北京山东北）相近，且黄龙元年（229年）吴将张梁还建议“遣将入沔，与敌争利”并得到孙权的赞同，可见当时吴国势力仅在沔口附近，尚未溯汉水进军收复失地，而竟陵县治在今湖北潜江西北，距离沔口有三百余里，当属曹魏，故赞成谢鍾英的说法。但孫權一直都有越江攻城略地。黄武七年（228年），安陆县尚在孙权治下。[21]清朝吴增仅、杨守敬认为孙权在建安十三年（208年）领有安陆县，与南新市都在嘉禾初年即约232年为魏所占[22]。按《元和郡縣圖志》記述，安陸则本屬於魏晉領土[23]。另外按史書記述，曹操平定荊州後領有沔北，任文聘為江夏太守鎮守沔口（漢口漢水）[24]。孫權曾經派兵攻打文聘不能克，在魏青龍後就是嘉禾中年份被吳攻下沔州，吳將張梁因功為沔中督[25]，陸遜和諸葛瑾屯沔口[26]。沔地先屬魏後屬吳，直到晉朝重新收復[27]。史書記述竟陵由後漢管治，三國時代由吳所得，地理在石城，直到晉滅吳後才得此地[28]。

- 当代学者李晓杰认为曹魏江夏郡领有石阳、鄳、平春、西陵、西阳、軑等六县，吴江夏郡领有沙羡、鄂、下雉、竟陵、云杜、安陆、南新市、蕲春、邾等九县[29]。当代学者钱林书认为孙权消灭黄祖时曾置石阳县，但很快被曹操占领[30]。

### 南北朝
宋時移治夏口，為郢州州治。南朝齊、梁、陳因之。

### 隋唐
隋文帝开皇九年（589年）滅陳，廢江夏郡，其地屬鄂州。隋煬帝大業三年（607年），改鄂州为江夏郡。江夏郡領四縣：江夏、武昌、永興、蒲圻。
唐高祖武德四年（621年），平蕭銑，改江夏郡為鄂州。唐玄宗天寶元年（742年），改鄂州為江夏郡。江夏郡領四縣：江夏、武昌、永興、蒲圻。天寶二年（743年），開山洞置唐年縣。唐肃宗乾元元年（758年），復改江夏郡為鄂州。
| 县名   | 现在地名       | 简介                                       | 备注 |
| ------ | -------------- | ------------------------------------------ | ---- |
| 江夏县 | 武汉市武昌区   | 望。有铁。                                 |      |
| 永兴县 | 黄石市阳新县   | 紧。有铜，有铁。北有长乐堰，贞元十三年筑。 |      |
| 武昌县 | 鄂州市         | 紧。有樊山，有银，有铜，有铁。             |      |
| 蒲圻县 | 赤壁市蒲圻街道 | 上。                                       |      |
| 唐年县 | 咸宁市崇阳县   | 上。天宝二年开山洞置。                     |      |

## 人口
- 漢平帝元始二年（2年），江夏郡有56844戶，219218口。[33]
- 漢桓帝永壽二年（156年），江夏郡有58434戶，265464口。[34]
- 晉武帝太康三年（282年），江夏郡有24000戶。[35]
- 宋孝武帝大明八年（464年），江夏郡有5072戶，23810口。[36]
- 隋煬帝大業五年（609年），江夏郡有13771戶。[31]
- 唐玄宗天寶十三載（754年），江夏郡有19190戶，84563口。[32]

## 行政長官

### 江夏太守（前121年—9年）
- 尹賞，字子心，鉅鹿楊氏人，西漢後期在任。[37]
- 蕭由，字子驕，東海蘭陵人，漢平帝元始中在任。[38]

### 江夏太守（25年—300年代）
- 侯登，漢光武帝建武四年（28年）在任。[39]
- 董宣，字少平，陳留圉人，漢光武帝建武中在任。[40]
- 張成，山陽高平人，東漢中期在任。[41]
- 應疊，汝南南頓人，東漢中期在任。[42]
- 賀純，會稽山陰人，漢安帝時在任。[43]
- 陳忠，字伯始，沛國洨人，漢安帝延光四年（125年）出任。[44]
- 田明，漢桓帝時在任。[45]
- 韓說，字叔儒，會稽山陰人，漢靈帝中平二年（185年）出任。[46]
- 劉祥，零陵烝陽人，漢獻帝初平中在任。[47]
- 周瑜，字公瑾，廬江舒人，漢獻帝建安四年（199年）領。[48]
- 黃祖，漢獻帝建安十三年（208年）為孫權所殺。[49]
- 劉琦，山陽高平人，漢獻帝建安十三年（208年）到十四年（209年）在任。[50]
- 文聘，字仲業，南陽宛人，漢獻帝建安十四年（209年）到魏明帝時在任。[51]
- 程普，字德謀，右北平土垠人，孫權部下，漢獻帝建安十四年（209年）到十五年（210年）領。[52]
- 蔡遺，孫權部下，漢獻帝建安中在任。[53]
- 孫奐，字季明，吴郡富春人，孫權部下，漢獻帝建安二十四年（219年）到二十五年（220年）領。[54]
- 刁嘉，吳大帝時在任。[55]
- 逯式，魏明帝青龙四年（236年）在任。[56]
- 王經，字彥緯，清河人，魏齊王時在任。[57]
- 高達，字式遠，勃海蓨人，曹魏時在任。[58]
- 劉朗，吳孫皓天纪四年（280年）降晉。[59]
- 陶侃，字士行，尋陽人，晉懷帝永嘉元年（307年）由劉弘任命。[60]
- 楊珉，晉懷帝永嘉中在任。[61]

### 江夏相（300年代—403年）
- 卞敦，字仲仁，濟陰冤句人，晉愍帝建興三年（315年）離任。[62]
- 李恒，晉元帝時在任。[63]
- 周撫，字道和，河內溫人，晉成帝咸和三年（328年）離任。[64]
- 毛寶，字碩真，滎陽陽武人，晉成帝咸和三年（328年）出任。[61]
- 桓宣，譙國銍人，晉成帝咸和中在任。[61]
- 陶稱，尋陽人，晉成帝咸康五年（339年）出任，後棄市。[60]
- 謝尚，字仁祖，陳郡陽夏人，晉康帝建元中在任。[65]
- 司馬無忌，字公壽，譙王，河內溫人，晉穆帝永和初領。[66]
- 袁喬，字彥叔，陳郡陽夏人，晉穆帝時在任。[67]
- 劉岵，晉哀帝興寧二年（364年）在任。[68]
- 朱序，字次倫，義陽人，晉廢帝興寧三年（365年）在任。[68]
- 竺瑤，晉孝武帝寧康元年（373年）在任。[69]
- 劉奭，晉孝武帝時在任。[69]
- 桓不才，譙國銍人，晉孝武帝時在任。[61]
- 桓振，字道全，譙國龍亢人，晉孝武帝時在任。[69]
- 桓嗣，字恭祖，譙國龍亢人，晉孝武帝時領。[69]
- 楊孜敬，弘農華陰人，晉安帝隆安初在任。[70]
- 鄧啟方，晉安帝隆安中在任。[71]

### 江夏太守（403年—404年）
- 桓道恭，譙國龍亢人，楚武悼帝永始二年（404年）在任。[70]

### 江夏相（404年—420年）
- 張暢之，晉安帝元興三年（404年）在任。[72]
- 毛潭，滎陽陽武人，東晉晚期在任。[61]
- 劉粹，字道沖，沛郡蕭人，晉安帝義熙八年（412年）在任。[73]
- 劉虔之，彭城呂人，晉安帝義熙十一年（415年）在任。[74]

### 江夏內史（424年—479年）
- 程道惠，宋文帝元嘉四年（427年）離任。[75]
- 胡藩，字道序，豫章南昌人，宋文帝元嘉四年（427年）到七年（430年）在任。[74]
- 劉蔚祖，彭城人，宋文帝元嘉中在任。[72]
- 臧質，字含文，東莞莒人，宋文帝元嘉中在任。[76]
- 劉貞之，東莞莒人，南朝宋時在任，卒官。[77]
- 劉懷默，彭城人，南朝宋時在任。[73]
- 朱脩之，字恭祖，義陽平氏人，宋孝武帝元嘉三十年（453年）離任。[78]
- 蔡興宗，濟陽考城人，宋孝武帝大明四年（460年）出任。[79]
- 王彧，字景文，琅邪臨沂人，宋孝武帝大明五年（462年）到六年（464年）在任。[80]
- 孔覬，字思遠，會稽山陰人，宋孝武帝大明六年（462年）到八年（464年）在任。[81]
- 孔道存，會稽山陰人，宋孝武帝大明八年（464年）出任。[81]
- 王錫，琅邪臨沂人，南朝宋時在任，卒官。[77]
- 王奐，字彥孫，琅邪臨沂人，宋後廢帝元徽元年（473年）出任。[82]
- 蕭賾，字宣遠，蘭陵人，宋後廢帝元徽四年（476年）到宋順帝昇明元年（477年）在任。[83]
- 柳世隆，字彥緒，河東解人，宋順帝昇明元年（477年）到二年（478年）在任。[84]

### 江夏內史（481年—500年）
- 褚炫，字彥緒，河南陽翟人，齊武帝永明元年（483年）離任。[85]
- 孫謙，字長遜，東莞莒人，齊武帝永明初在任。[86]
- 沈沖，字景綽，吳興武康人，齊武帝永明初在任。[87]
- 劉季連，字惠續，彭城人，齊武帝永明初在任。[88]
- 石文安，字守休，會稽人，齊武帝永明中在任。[88]
- 孔琇之，會稽山陰人，齊武帝永明中在任。[89]
- 王茂，字休遠，太原祁人，齊武帝永明中在任。[90]
- 孔琇之，會稽山陰人，齊鬱林王隆昌元年（494年）除，未拜，卒。[89]
- 陸慧曉，字叔明，吳郡吳人，齊鬱林王隆昌元年（494年）到齊明帝建武初在任。[91]
- 張沖，字思約，吳郡吳人，齊東昏侯永泰元年（498年）到永元元年（499年）在任。[82]

### 江夏太守（500年—565年）
- 程茂，齊東昏侯永元三年（501年）離任。[82]
- 韋叡，字懷文，京兆杜陵人，齊和帝中興元年（501年）到二年（502年）在任。[92]
- 王志，字次道，琅邪臨沂人，梁武帝天監七年（508年）到九年（510年）在任。[93]
- 蕭琛，字彥瑜，蘭陵人，梁武帝天監九年（510年）出任。[94]
- 丘仲孚，字公信，吳興烏程人，梁武帝天監中在任。[86]
- 臧未甄，東莞莒人，梁武帝天監中在任。[95]
- 夏侯亶，字世龍，谯郡铚人，梁武帝天監十五年（516年）到十七年（518年）在任。[96]
- 到溉，字茂灌，彭城武原人，梁武帝時在任。[97]
- 劉孺，字孝稚，彭城人，梁武帝中大通四年（532年）到五年（533年）在任。[98]
- 樂法才，字元備，南陽淯陽人，梁武帝時在任。[99]
- 王沖，字長深，琅邪臨沂人，梁武帝大同中在任。[100]
- 郝迴，安陸人，南朝梁時在任。[101]
- 褚球，字仲寶，河南陽翟人，梁武帝中大同中除，以疾不赴職。[98]

### 江夏郡太守（742年—758年）
- 崔僔（天宝年间）
- 康某（天宝年间）
- 董某（756年—757年）
- 崔寓（757年）
- 韦良宰（757年—759年）[102]

## 國主

### 晉朝江夏國（300年代—403年，404年—420年）
| 蘭陵國（291年—300年代）/江夏國（300年代—403年，404年—420年） |               |        |      |           |          |
| 以举门无辜受祸及伐蜀之功封，食邑4800戶→8500戶                |               |        |      |           |          |
| 代數                                                         | 封爵          | 謚     | 姓名 | 在位時間  | 備註     |
| 1                                                            | 蘭陵公        | 成公   | 衛瓘 | 291年追封 |          |
|                                                              | 蘭陵世子      | 貞世子 | 衛恒 |           | 衛瓘子   |
| 2                                                            | 蘭陵公→江夏公 |        | 衛璪 | ？—311年  | 衛恒子   |
| 3                                                            | 江夏郡開國公  |        | 衛崇 |           | 衛瓘玄孙 |
| 4                                                            | 江夏郡開國公  |        | 衛准 |           |          |
| 5                                                            | 江夏郡開國公  |        | ？   |           |          |
| 6                                                            | 江夏郡開國公  |        | 衛璵 | ？—420年  | 衛准孫   |
| 宋受禪，國除                                                 |               |        |      |           |          |

### 劉宋江夏國（424年—479年）
| 江夏國（424年—479年）丨食邑5000戶 |          |        |        |             |                |
| 代數                              | 封爵     | 謚     | 姓名   | 在位時間    | 備註           |
| 1                                 | 江夏郡王 | 文獻王 | 劉義恭 | 424年—465年 | 宋武帝第五子   |
| 2                                 | 江夏郡王 | 宣王   | 劉叡   | 465年追封   | 劉義恭第二子   |
| 3                                 | 江夏郡王 | 愍王   | 劉伯禽 | 465年追封   | 劉義恭第十三子 |
| 4                                 | 江夏郡王 |        | 劉子綏 | 465年—466年 | 劉義恭兄孫     |
| 5                                 | 江夏郡王 |        | 劉伯猷 | 467年—471年 | 劉義恭兄孫     |
| 6                                 | 江夏郡王 |        | 劉躋   | 471年—479年 | 劉義恭兄孫     |
| 齊受禪，降封沙陽縣開國公          |          |        |        |             |                |

### 南齊江夏國（481年—494年）
| 江夏國（481年—494年）丨食邑2000戶 |          |    |      |             |                |
| 代數                              | 封爵     | 謚 | 姓名 | 在位時間    | 備註           |
| 1                                 | 江夏郡王 |    | 蕭鋒 | 481年—494年 | 齊高帝第十二子 |
| 伏誅，國除                        |          |    |      |             |                |

### 南齊江夏國（494年—500年）
| 江夏國（494年—500年） |          |    |        |             |              |
| 代數                  | 封爵     | 謚 | 姓名   | 在位時間    | 備註         |
| 1                     | 江夏郡王 |    | 蕭寶玄 | 494年—500年 | 齊明帝第三子 |
| 伏誅，國除            |          |    |        |             |              |

### 南陳江夏國（565年—589年）
| 江夏國（565年—589年） |          |    |        |             |              |
| 代數                  | 封爵     | 謚 | 姓名   | 在位時間    | 備註         |
| 1                     | 江夏郡王 |    | 陳伯義 | 565年—589年 | 陳文帝第九子 |
| 陳亡，國除            |          |    |        |             |              |